# Бжезиньская, Анна Вероника
Анна Вероника Бжезиньская (пол. Anna Weronika Brzezińska, род. 1977 или 21 октября 1977) — польский этнолог, доктор гуманитарных наук, профессор факультета антропологии и культурологии Университета Адама Мицкевича в Познани.

## Биография
В 2002 году окончила факультет этнологии в Университете Адама Мицкевича в Познани, а 13 ноября 2006 года защитила докторскую диссертацию «Региональная культура как предмет распространения и оживления культуры» (на примере Кочевья, Белой пущи и Бжозовской земли), 16 мая 2017 года получила абилитацию на основе оценки её научных достижений и работы под названием «Культурное наследие: теория и социальная практика». Она работала доцентом в Институте этнологии и культурной антропологии исторического факультета Университета Адама Мицкевича в Познани.
Она заняла должность профессора факультета антропологии и культурологии Университета Адама Мицкевича в Познани, президента и казначея Польского этнологического общества, а также специалиста Комитета этнологических наук Первого факультета гуманитарных и социальных наук Польской академии наук.

## Публикации
- 2009: Specjaliści od kultury ludowej?
- 2013: Rola społeczności lokalnej w ochronie niematerialnego dziedzictwa kulturowego na przykładzie Wielkopolski[4]
- 2013: Reifikacja dziedzictwa kulturowego w świetle Konwencji UNESCO z 2003 roku[4]
- 2014: Wyznaczniki współczesnej kultury regionalnej Żuław[4]
- 2014: Made in „Polish village” – modern ethno-design vs. traditional culture of Polish countryside[4]
- 2015: Historical and social considerations of cultural institutions in Poland in relation to proposal for intangible cultural heritage safeguarding system in Poland[4]